# Þorgeir Þórðarson
Þorgeir Þórðarson (Thorgeir Thordharson, n. 870) fue un caudillo vikingo y colono de Eyjafjörður, Islandia. En Landnámabók se menciona poco más de él que su padre se llamaba Þórður bjálki.
Þorgeir participó en la colonización de la región junto a Helgi Eyvindarson y casó con su hija Hlífur. Tuvieron dos hijos, Þórður (n. 895) y Helga (n. 897) que se casó con Skeggi Böðólfsson de Kelduhverfi.
Þorgeir aparece citado en la saga de Grettir, saga Þorskfirðinga, y saga de Egil Skallagrímson.

## Vikingos
En la saga de Njál aparece otro personaje con el mismo nombre Þorgeir Þórðarson (967 – 1030),  hijo de Þórður Össursson de Austur-Skaftafellssýsla.
También aparecen en las crónicas contemporáneas otro vikingo llamado Þorgeir Þórðarson (n. 891) de Skagafjarðarsýsla, hijo de Þórður mjögsiglandi Björnsson del clan Þórðarniðjar en Norður-Ísafjarðarsýsla.